# Proacidalia ottomana
Proacidalia ottomana är en fjärilsart som beskrevs av Johannes Karl Max Röber 1896. Proacidalia ottomana ingår i släktet Proacidalia och familjen praktfjärilar. Inga underarter finns listade i Catalogue of Life.